# Biennale de la danse de Lyon
Die Biennale de la danse de Lyon ist ein Festival des zeitgenössischen Tanz, das 1984 in Lyon zum ersten Mal veranstaltet wurde und seit dem alle zwei Jahre im Wechsel mit dem Biennale d’art contemporain de Lyon stattfindet.

## Geschichte
Die Biennale de la danse de Lyon wurde 1984 von Guy Darmet gegründet, insbesondere nach dem Vorbild des Montpellier Danse Festivals, mit Unterstützung der Stadt Lyon und insbesondere des Festival Montpellier Danse, dessen Direktor Darmet zur Zeit des Durchbruchs des zeitgenössischen Tanzes und insbesondere des Nouvelle danse française in der breiten Öffentlichkeit war. Es ist damit Teil des von Jack Lang gewünschten Prozesses der Dezentralisierung kultureller Veranstaltungen und der Schaffung nationaler choreografischer Zentren (CCN) in ganz Frankreich. Da es damals kein CCN in der Region Lyon gab, bot das alle zwei Jahre stattfindende Festival einen Raum für Neugestaltungen und Aufführungen für Tanzgruppen, insbesondere nachdem der Bagnolet-Wettbewerb 1988 eingestellt wurde. Die Biennale ist an etwa 15 jährlichen Veranstaltungen beteiligt.
Auf Guy Darmet 2012 folgte die Choreographin Dominique Hervieu, die ihre Stellung am Théâtre de Chaillot in Paris verließ.

## Weblink
- La Biennale de Lyon